# Shin Bo-ra
Shin Bo-ra (ur. 22 października 1986) – koreańska lekkoatletka, specjalizująca się w rzucie oszczepem.
W 2003 wywalczyła srebrny medal i tytuł wicemistrzyni świata kadetek. Rok później brała udział w mistrzostwach świata juniorów - we włoskim Grosseto uzyskała wynik 47,91 i nie awansowała do finału. Brązowa medalistka mistrzostw Korei Południowej z 2003 roku, rok później wywalczyła srebrny krążek podczas mistrzostw swojego kraju oraz brąz międzynarodowych mistrzostw Nowej Zelandii. Rekord życiowy: 54,55 (23 kwietnia 2004, Chŏnju).